# Batrachocottus
Batrachocottus is een geslacht van straalvinnige vissen uit de familie van de Baikaldonderpadden (Cottocomephoridae).

## Soorten
- Batrachocottus baicalensis (Dybowski, 1874)
- Batrachocottus multiradiatus L. S. Berg, 1907
- Batrachocottus nikolskii (L. S. Berg, 1900)
- Batrachocottus talievi Sideleva, 1999